# 蔵前警察署
蔵前警察署（くらまえけいさつしょ）は、警視庁が管轄する警察署の一つである。第六方面本部所属。
台東区の南東部を管轄している。
署員数およそ170名の小規模警察署であり、署長は警視。識別章所属表示はSD。車両の対空表示は「蔵」。

## 所在地
東京都台東区蔵前一丁目3番24号
最寄駅：東京都交通局 浅草線・大江戸線 蔵前駅

## 管轄区域
台東区
- 柳橋一・二丁目（全域）
- 浅草橋一・二・三・四・五丁目（全域）
- 鳥越一・二丁目（全域）
- 蔵前一・二・三・四丁目（全域）
- 小島一・二丁目（全域）
- 三筋一・二丁目（全域）
- 元浅草一・二・三・四丁目（全域）
- 寿一・二・三・四丁目（全域）
- 駒形一・二丁目（全域）
- 東上野六丁目（東上野一・二・三・四・五丁目は上野警察署の管轄）
- 松が谷一・二丁目、三丁目（一部を除く。松が谷三丁目の一部は下谷警察署の管轄）
- 西浅草一・二丁目（西浅草三丁目は浅草警察署の管轄）

## 沿革
- 1904年（明治37年）5月12日：浅草警察署南元町分署開設。
- 1937年（昭和12年）8月28日：蔵前警察署に昇格。
- 1945年（昭和20年）：浅草警察署に統合される。
- 1948年（昭和23年）11月25日：蔵前警察署開設。浅草署から分離開設。

## 組織
- 警務課
- 交通課
- 警備課
- 地域課
- 刑事組織犯罪対策課
- 生活安全課

## 交番
- 菊屋橋交番（台東区西浅草一丁目4番4号）
- 蔵前二丁目交番（台東区蔵前二丁目15番8号）
- 小島二丁目交番（台東区小島二丁目18番19号）
- 須賀橋交番（台東区柳橋二丁目16番12号）
- 田原町交番（台東区西浅草一丁目8番12号）

## 地域安全センター
- 浅草橋地域安全センター（台東区浅草橋五丁目1番38号） 2007年（平成19年）4月1日に浅草橋五丁目交番から転換。

## 出来事
- 1978年（昭和53年）1月7日 - 5階の第三交通機動隊室に銃弾のようなもの（後にパチンコ玉と判明）が撃ち込まれる[1]。

- 2008年3月7日、蔵前署刑事生活安全組織犯罪対策課の警部補が公務員職権乱用と強要の容疑で逮捕された。2007年10月、台東区のマッサージ店の女性経営者に対し、取り締まりをにおわせて無料でマッサージをさせたというもの。同警部補と女性は別の事件の捜査で知り合い、店を訪れた際に女性に交際を求めたが断られていた。店は違法な営業はしていなかったが、女性は「警察を敵にしたくなかった」と話している[2]。

- 2014年4月12日、狭山市のマンションで、蔵前署の男性巡査と田無署の女性巡査が死亡しているのが見つかった。男性巡査が女性巡査の腹を刺した後、自分の腹を刺しベランダから飛び降りたと見られる。2人は結婚する予定で、既にこのマンションで同居していた。男性巡査は、警察官採用試験の申込書に勝手に知人の名を使ったことが発覚し、内部調査を受けていた。このため結婚が延期となっており、将来を悲観して無理心中を図ったと見られる[3]。

- 2020年7月3日、蔵前署交通課長の警視が、宿直勤務中に飲酒したとして減給処分となった。同警視は同日、依願退職した。同警視は、6月26日の夜、宿直の責任者として勤務していたが「前日に眠れず、体調不良でイライラしていた」との理由で焼酎を飲んだ。留置場を見回る際に服装がおかしかったことから飲酒が発覚した[4]。